# Улиетанский какарики
Улиетанский какарики (лат. Cyanoramphus ulietanus) — вымерший в XVIII веке вид прыгающих попугаев. Был эндемиком полинезийского острова Раиатеа, второго по величине из островов Общества.

## Описание и образ жизни
Длина тела составляла 25 см. Голова птицы была шоколадного цвета, грудь и подхвостье оливково-жёлтыми. Возможно, был лесным видом. Полового диморфизма между самцами и самками не отмечено.

## Вымирание
Причины вымирания вида, которое, судя по всему, произошло в 1770-е годы (называются даты в диапазоне от 1773—1774, как пишут Джеймс Гринвей и Эрвин Штреземан, до 1777 года), остаются неизвестными. Это могут быть охота, сведение лесов или завезённые человеком на остров виды животных, например, крысы.
В настоящее время в музеях мира хранятся всего два экземпляра (чучела) этого попугая. Два экземпляра по высказанному в 1979 году мнению новозеландского орнитолога Дэвида Г. Мидуэя (англ. David G. Medway) были изъяты из дикой природы в ноябре 1777, во время второго плавания Джеймса Кука. Такое его мнение основано на записях Джозефа Бэнкса.